# Tetrablemma deccanense
Tetrablemma deccanense är en spindelart som först beskrevs av Benoy Krishna Tikader 1976.  Tetrablemma deccanense ingår i släktet Tetrablemma och familjen Tetrablemmidae. Inga underarter finns listade i Catalogue of Life.